# Сахм
Сахм — египетская единица измерения площади.
1 сахм = 1/4 даника = 1/8 хаббы = 1/24 кирата = 1/576 фаддана = 7,293 м².
В некоторых источниках 1 фаддан приравнивется более точному значению: 4200,08 м², тогда сахм равен 7,292 м².
Единица измерения применялась до 1891 года, когда обязательным стало применение метрической системы.